# Leone Ebreo

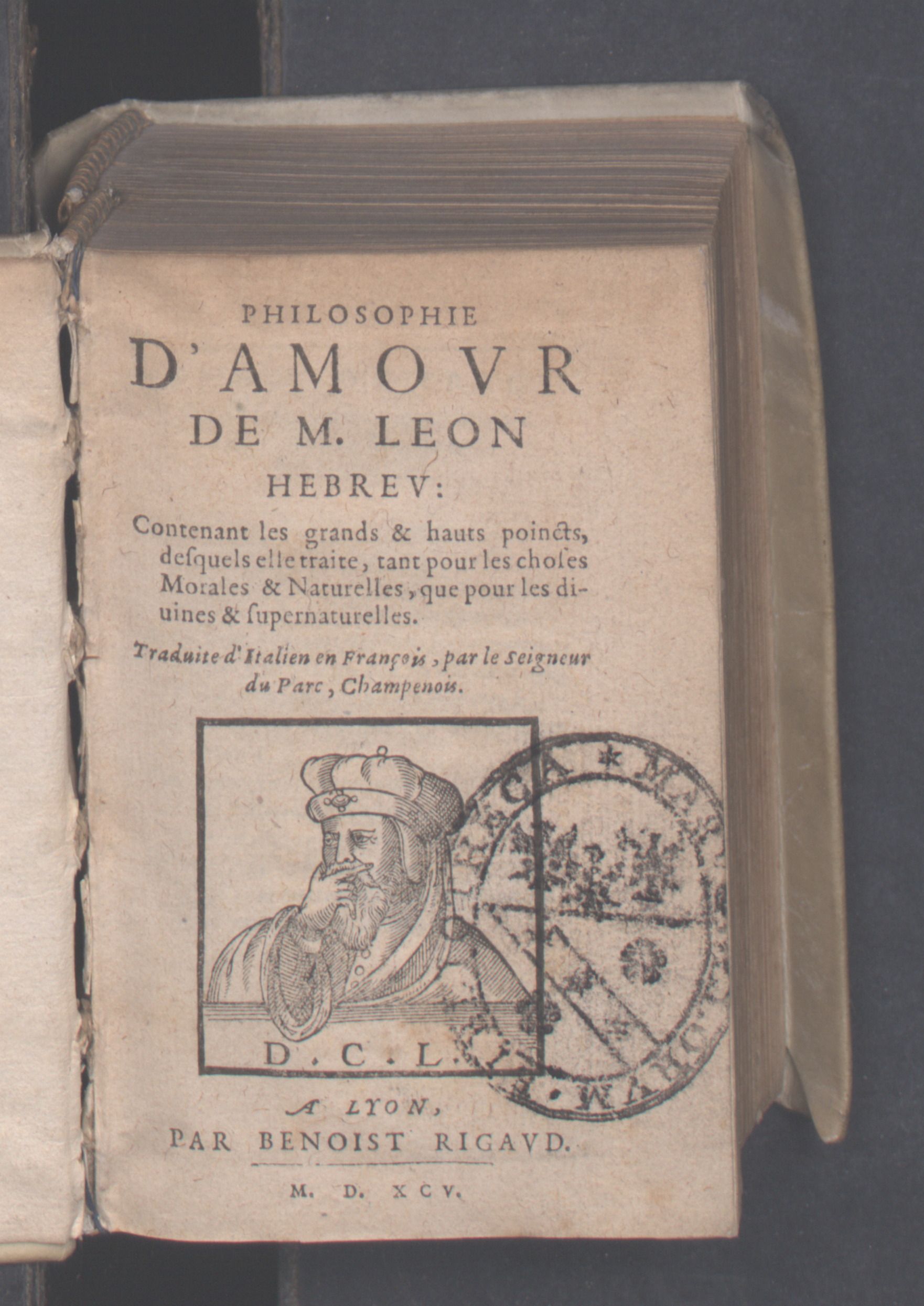
Dialoghi d'amore, edizione cinquecentesca

Judá Abravanel, meglio noto come Leone Ebreo (Lisbona, 1460 circa – Napoli, 1530 circa), è stato un filosofo e poeta portoghese naturalizzato italiano.

## Biografia
Discendeva dall'illustre famiglia Abravanel, o Abarbanel: era infatti figlio di Isaac Abrabanel, famoso studioso del pensiero religioso ebraico che, per le sue capacità organizzative, era diventato tesoriere e ministro del re Alfonso V del Portogallo. Lo stesso Isaac, dopo essere stato accusato di connivenza, subì dapprima la confisca dei beni, e in seguito fu poi condannato a morte in contumacia dal nuovo re Giovanni II, tuttavia nel 1484 riuscì a fuggire in Castiglia portando con sé una dote cospicua di ducati, là dove Jehuda e la famiglia lo raggiunsero più tardi. Leone Ebreo si recò quindi dapprima a Siviglia, dove esercitò la professione medica e assunse il nome di "Leone"; ma nel 1492 dovette fuggire anche dalla Spagna per le persecuzioni antisemitiche. In realtà il re di Spagna, Ferdinando il Cattolico, avrebbe voluto trattenere Leone, a condizione però che il figlioletto Isacco fosse battezzato. Leone rifiutò e si rifugiò, con i familiari, a Napoli, retta all'epoca da Ferrante di Aragona.
A Napoli effettivamente c'era maggiore tolleranza e Leone poté dedicarsi alla professione medica e agli studi filosofici. Il figlioletto, tuttavia, gli venne sottratto con la forza, per decreto del re del Portogallo, battezzato e affidato ai domenicani. L'invasione di Carlo VIII (21 febbraio 1495) lo spinse a lasciare Napoli per Genova. A causa di disposizioni contro gli Ebrei, nella primavera del 1501 lasciò Genova per Barletta, dove si era rifugiato il padre. Ritornò a Napoli lo stesso anno, su invito di re Federico. Rimase a Napoli anche dopo la battaglia del Garigliano (1503), e quindi la conquista del regno di Napoli da parte del regno di Spagna, per la protezione del viceré spagnolo Gonzalo Fernández de Córdoba. Caduto in disgrazia Gonzalo de Cordoba (1507), Leone si recò a Venezia, dove nel frattempo si era trasferito il padre. Dopo un soggiorno a Ferrara (1515) e a Pesaro (1516), nel 1521 tornò a Napoli dove esercitò la professione medica. Non si sa nulla della sua vita dopo questa data; nel 1535, anno di pubblicazione dei Dialogi d'amore era tuttavia sicuramente già morto.

## Scritti

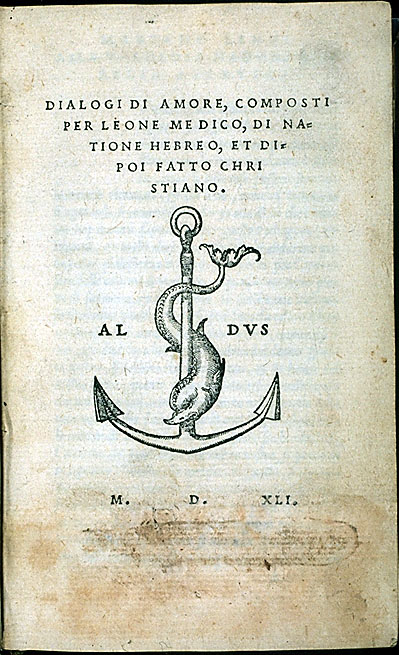
Dialoghi d'amore

Leone scrisse poesie in ebraico e in italiano, ma la sua fama è legata ai suoi Dialoghi d'Amore, pubblicati postumi a Roma nel 1535. I tre dialoghi (Dialogo I: D'Amore e desiderio; Dialogo II: De la comunità d'Amore; Dialogo III: De l'origine d'Amore) furono scritti forse prima in lingua ebraica e tradotti successivamente in lingua italiana. Protagonisti dei dialoghi, aventi il tema neoplatonico dell'amore, sono Filone, rappresentante della Passione amorosa, e Sofia, la Saggezza razionale. L'opera esercitò una grande influenza sulla cultura della seconda metà del XVI secolo.

### Editio princeps
- Dialogi d'Amore di Maestro Leone Medico Hebreo; a cura di Mariano Lenzi, Stampato in Roma: per Antonio Blado d'Assola, 1535, con dedica alla poetessa Aurelia Petrucci.

### Edizioni moderne
- Leone Ebreo, Dialoghi d'Amore. Hebraeische Gedichte, Herausgegeben mit einer Darstellung des Lebens und des Werkes Leones, Bibliographie, Register zu den Dialoghi, Uebertragung der Hebraeischen Texte, Regesten, Urkunden und Anmerkungen von Carl Gebhardt, Curis Societatis Spinozanae, Heidelberg - London - Paris - Amsterdam MCMXXIX (Bibliotheca Spinozana, tomus III).
- Leone Ebreo (Giuda Abarbanel), Dialoghi d'Amore, a cura di Santino Caramella, Bari: Laterza, 1929 (Scrittori d'Italia, 114)
- Leão Hebreu (Iehudah Abrabanel), Diálogos de amor, Texto fixado, anotado e traduzido por Giacinto Manuppella, Instituto Nacional de Investigação Científica, Lisboa 1983, 2 voll.
- Leone Ebreo, Dialoghi d'amore; a cura di Delfina Giovannozzi; introduzione di Eugenio Canone, Roma; Bari: GLF editori Laterza, 2008, ISBN 978-88-420-8596-6